# Дамір Керетич
Дамір Керетич (нім. Damir Keretić; нар. 26 березня 1960) — колишній німецький тенісист.
Найвищу одиночну позицію світового рейтингу — 58 місце досяг 7 лютого 1983, парну — 155 місце — 23 вересня 1985 року.
Найвищим досягненням на турнірах Великого шолома було 4 коло в одиночному розряді.

## Титули на челленджерах

### Одиночний розряд: (1)
| Ранг | Дата     | Турнір                    | Покриття | Суперник        | Рахунок       |
| ---- | -------- | ------------------------- | -------- | --------------- | ------------- |
| 1.   | Чер 1981 | Napoli Challenger, Італія | Ґрунт    | Густаво Герреро | 4–6, 6–2, 6–2 |